# 登蓋萊區 (科特迪瓦)
9°30′N 7°34′W / 9.500°N 7.567°W
登蓋萊區（法語：District du Denguélé），是科特迪瓦的14個行政區之一，位於該國西北部，成立於2011年，首府設於奧迭內，面積20,997平方公里，2014年人口289,779，人口密度每平方公里14人。